# Wieże widokowe w województwie dolnośląskim
W województwie dolnośląskim istnieje 45 wież widokowych z czego 12 w powiecie kłodzkim, 7 w powiecie wałbrzyskim, 6 w powiecie karkonoskim, 4 w powiecie dzierżoniowskim i jaworskim, 3 w powiecie ząbkowickim, lubańskim i wrocławskim, 1 w powiecie świdnickim, milickim i złotoryjskim. Najwyżej położona jest wieża na Śnieżniku - na wysokości 1425 m n.p.m. Najwyższa jest wieża Sky Walk w Świeradowie-Zdroju o wysokości 62 m.

## Lista
| Nazwa                                           | Zdjęcie | Lokalizacja                          | Powiat         | Wysokość n.p.m. | Wysokość wieży | Rok powstania     | Źródło                      |
| ----------------------------------------------- | ------- | ------------------------------------ | -------------- | --------------- | -------------- | ----------------- | --------------------------- |
| Wieża na Bazaltowej Górze                       |         | Bazaltowa Góra                       | jaworski       | 368 m n.p.m.    | 10 m           | 1906 r.           | [ 1 ] [ 2 ] [ 3 ]           |
| Wieża widokowa na Borowej                       |         | Borowa                               | wałbrzyski     | 853 m n.p.m.    | 16,5 m         | 2017 r.           | [ 4 ] [ 5 ] [ 6 ] [ 7 ]     |
| Wieża widokowa w Bukowcu                        |         | Bukowiec                             | karkonoski     | 480 m n.p.m.    | 13 m           | ok. 1800 r.       | [ 8 ] [ 9 ]                 |
| Wieża widokowa na Czerniawskiej Kopie           |         | Czerniawska Kopa                     | lubański       | 776 m n.p.m.    | 15 m           | 2019 r.           | [ 10 ] [ 11 ]               |
| Wieża widokowa na Czernicy                      |         | Czernica                             | kłodzki        | 1083 m n.p.m.   | 16 m           | 2014 r.           | [ 12 ] [ 13 ]               |
| Wieża widokowa na Czerńcu                       |         | Czerniec                             | kłodzki        | 891 m n.p.m.    | 23,4 m         | 2021 r.           | [ 14 ]                      |
| Wieża widokowa na Dłużku                        |         | Dłużek                               | złotoryjski    | 592 m n.p.m.    | 12 m           | 2018 r.           | [ 15 ] [ 16 ]               |
| Wieża widokowa przy Dzikowcu                    |         | Dzikowiec Wielki                     | wałbrzyski     | 812 m n.p.m.    | 20 m           | 2014 r.           | [ 17 ] [ 18 ]               |
| Wieża widokowa na Dzikowcu Wielkim              |         | Dzikowiec Wielki                     | wałbrzyski     | 836 m n.p.m.    | 38,5 m         | 2025              | [ 19 ] [ 20 ] [ 21 ]        |
| Wieża widokowa na Górze Parkowej                |         | Panek                                | dzierżoniowski | 455 m n.p.m.    | 9 m            | 1925 r.           | [ 22 ] [ 23 ]               |
| Wieża widokowa na Górze Świętej Anny            |         | Góra Świętej Anny                    | kłodzki        | 647 m n.p.m.    | 22,83 m        | 1911 r.           | [ 24 ] [ 25 ] [ 26 ]        |
| Wieża widokowa na Górze Wszystkich Świętych     |         | Góra Wszystkich Świętych             | kłodzki        | 648 m n.p.m.    | ok. 15 m       | 1913 r.           | [ 27 ] [ 28 ] [ 29 ] [ 26 ] |
| Wieża widokowa na Gromniku                      |         | Gromnik                              | ząbkowicki     | 393 m n.p.m.    | ok. 25 m       | 2012 r.           | [ 30 ] [ 31 ] [ 32 ]        |
| Wieża widokowa „Grzybek” w Jeleniej Górze       |         | Wzgórze Krzywoustego                 | Jelenia Góra   | 375 m n.p.m.    | 35 m           | 1911 r.           | [ 33 ] [ 34 ] [ 35 ] [ 36 ] |
| Wieża widokowa na Jagodnej                      |         | Jagodna                              | kłodzki        | 985 m n.p.m.    | 23 m           | 2020 r.           | [ 37 ]                      |
| Wieża widokowa na Jaworniku Wielkim             |         | Jawornik Wielki                      | ząbkowicki     | 872 m n.p.m.    | ok. 9 m        | 2009 r.           | [ 38 ] [ 39 ]               |
| Wieża widokowa na Kalenicy                      |         | Kalenica                             | dzierżoniowski | 964 m n.p.m.    | 20 m           | 1933 r.           | [ 40 ] [ 41 ]               |
| Wieża widokowa na Kawiej Górze                  |         | Kawia Góra                           | ząbkowicki     | 339 m n.p.m.    | 12 m           | 2012 r.           | [ 42 ]                      |
| Wieża widokowa na Kłodziej Górze                |         | Kłodzka Góra                         | kłodzki        | 757 m n.p.m.    | 34,5 m         | 2020 r.           | [ 43 ]                      |
| Wieża widokowa w Kotowicach                     |         | Kotowice                             | wrocławski     | 123 m n.p.m.    | 40 m           | 2012 r.           | [ 44 ] [ 45 ]               |
| Wieża widokowa w Mieroszowie                    |         | Mieroszów                            | wałbrzyski     | 529 m n.p.m.    | 16 m           | 2015 r.           | [ 46 ] [ 47 ]               |
| Wieża widokowa w Mirsku                         |         | Mirsk                                | lwówecki       | 359 m n.p.m.    | 37,5 m         | 1890 r.           | [ 48 ] [ 49 ]               |
| Wieża widokowa na Młynicy                       |         | Młynica                              | lubański       | 653 m n.p.m.    | 38,2 m         | 2021 r.           | [ 50 ] [ 51 ]               |
| Wieża widokowa w Mściwojowie                    |         | Mściwojów                            | jaworski       | 209 m n.p.m.    | 25 m           | 2015 r.           | [ 52 ] [ 53 ]               |
| Wieża widokowa na Mszanej                       |         | Mszana                               | jaworski       | 465 m n.p.m.    | 6 m            | 1848 r.           | [ 54 ] [ 55 ]               |
| Wieża Odyniec na Wzgórzu Joanny                 |         | Rezerwat przyrody Wzgórze Joanny     | milicki        | 230 m n.p.m.    | 25 m           | 1850 r.           | [ 56 ]                      |
| Wieża widokowa na Orlicy                        |         | Orlica                               | kłodzki        | 1084 m n.p.m.   | 25,5 m         | 2020 r.           | [ 57 ] [ 58 ]               |
| Wieża widokowa w parku im. Jana III Sobieskiego |         | Park im. Króla Jana III Sobieskiego  | wałbrzyski     | 495 m n.p.m.    | 36 m           | 2024 r.           | [ 59 ] [ 60 ]               |
| Wieża widokowa na Radogoście                    |         | Radogost                             | jaworski       | 398 m n.p.m.    | 22 m           | 1893 r.           | [ 61 ] [ 62 ]               |
| Wieża widokowa w Radomierzu                     |         | Radomierz                            | karkonoski     | 433 m n.p.m.    | 20 m           | 1609 r.           | [ 63 ] [ 64 ]               |
| Sky Walk w Świeradowie-Zdroju                   |         | Świeradów-Zdrój                      | lubański       | 625 m n.p.m.    | 62 m           | 2021 r.           | [ 65 ] [ 66 ]               |
| Wieża widokowa na Sołtysiej Górze               |         | Jelenia Góra                         | karkonoski     | 434 m n.p.m.    | 16 m           | 1895 r.           | [ 67 ] [ 68 ]               |
| Wieża widokowa na Stawach Przemkowskich         |         | Rezerwat przyrody Stawy Przemkowskie | polkowicki     | 128 m n.p.m.    | 13 m           | 2015 r.           | [ 69 ] [ 70 ]               |
| Wieża widokowa w Suszynie                       |         | Suszyna                              | kłodzki        | 469 m n.p.m.    | 22 m           | 2014 r.           | [ 71 ] [ 72 ]               |
| Wieża widokowa na Ślęży                         |         | Ślęża                                | wrocławski     | 717 m n.p.m.    | ok. 12 m       | początek XX wieku | [ 73 ] [ 74 ]               |
| Wieża widokowa na Śnieżniku                     |         | Śnieżnik                             | kłodzki        | 1425 m n.p.m.   | 34 m           | 2022 r.           | [ 75 ] [ 76 ]               |
| Wieża widokowa na Trójgarbie                    |         | Trójgarb                             | wałbrzyski     | 778 m n.p.m.    | 27 m           | 2018 r.           | [ 77 ] [ 78 ]               |
| Wieża widokowa na Trójmorskim Wierchu           |         | Trójmorski Wierch                    | kłodzki        | 1145 m n.p.m.   | 25 m           | 2009 r.           | [ 79 ] [ 80 ]               |
| Wieża widokowa na Wapniarce                     |         | Wapniarka                            | kłodzki        | 523 m n.p.m.    | 15 m           | 2010 r.           | [ 26 ] [ 81 ] [ 82 ]        |
| Wieża widokowa na Wielkiej Sowie                |         | Wielka Sowa                          | dzierżoniowski | 1015 m n.p.m.   | 25 m           | 1906 r.           | [ 83 ] [ 84 ]               |
| Wieża widokowa na Wieżycy                       |         | Wieżyca                              | świdnicki      | 395 m n.p.m.    | ok. 12 m       | 1852 r.           | [ 85 ] [ 86 ]               |
| Wieża widokowa na Wieżycy                       |         | Wieżyca                              | wrocławski     | 415 m n.p.m.    | 15 m           | 1907 r.           | [ 87 ] [ 88 ] [ 89 ]        |
| Wieża widokowa na Włodzkiciej Górze             |         | Włodzicka Góra                       | kłodzki        | 757 m n.p.m.    | 17 m           | 2018 r.           | [ 26 ] [ 90 ] [ 91 ] [ 92 ] |
| Wieża widokowa na Wysokim Kamieniu              |         | Wysoki Kamień                        | karkonoski     | 1058 m n.p.m.   | ok. 20 m       | 2023 r.           | [ 93 ] [ 94 ]               |
| Wieża widokowa na Wzgórzu Gedymina              |         | Góra Parkowa                         | wałbrzyski     | 532 m n.p.m.    | 30 m           | 2022 r.           | [ 95 ] [ 96 ] [ 97 ] [ 98 ] |
| Wieża widokowa na Zawodnej                      |         | Zawodna                              | złotoryjski    | 445 m n.p.m.    | 20 m           | 2018 r.           | [ 99 ] [ 100 ]              |